# São Jorge (Anápolis)
O Vila São Jorge  é um bairro de Anápolis, localizado próximo ao setor central da cidade, próximo a bancos e ao comércio da cidade.